# Hish

Embelma Hish

Hish (în ebraică חי"ש), o abreviere a Heil HaSadeh (în ebraică חיל השדה, trad.lit. corpul terestru) a fost un corp de armată format de Haganah în Palestina Mandatară în 1939, după desființarea forțelor de recruți mai reduse numeric și cunoscute drept Fosh. Hish a fost principalul corp terestru al Haganah, alături de Him și Palmach.

## Istoric
1939 a fost un an de referință pentru forțele de apărare evreiești. Maiorul britanic Orde Wingate care le-a antrenat, a fost transferat din Palestina, iar Fosh a fost înlocuită de o forță terestră mai puțin mobilă, dar permanentă, Heil Sadeh, abreviată Hish. Aceasta a fost formată din personal cu pregătire militară de bază în unitățile gărzilor denumite Heil Mishmar și abreviate Him. În cadrul Hish au fost înființate „companii de operații speciale” subterane, denumite Peulot Meyuhadot (Pum) pentru a duce un război antiterorist împotriva arabilor palestinieni. 
Hish era alcătuită din Brigada Levanoni, Brigada Carmeli, Brigada Golani, Brigada Kiryati, Brigada Alexandroni, Brigada Etzioni, Brigada Givati și Brigada Oded.